# چان تان لویی
چان تان لویی (انگلیسی: Chan Tan Lui؛ زادهٔ ) یک بازیکن تنیس روی میز اهل جمهوری خلق چین است. 
وی در مسابقات کشوری و بین‌المللی در مجموع برنده ۱ مدال طلا، ۲ مدال نقره، ۴ مدال برنز شده‌است.